# Fudbalski Klub Napredok Kičevo
FK Napredok (in macedone ΦК Напредок?, nome completo Fudbalski Klub Napredok Kičevo) è una società calcistica macedone con sede nella città di Kičevo.

## Storia
Il club è stato fondato nel 1928.

## Cronistoria
- 1998-1999: disputa la Vtora Liga. Promosso in Prva Liga.
- 1999-2000: 13° in Prva Liga. Retrocesso in Vtora Liga.
- 2000-2001: disputa la Vtora Liga. Promosso in Prva Liga.
- 2001-2002: 9° in Prva Liga; salvo dopo il girone di play-out.
- 2002-2003: 8° in Prva Liga.
- 2003-2004: 7° in Prva Liga.
- 2004-2005: 12° in Prva Liga. Retrocesso in Vtora Liga.
- 2005-2006: 2° in a Vtora Liga. Promosso in Prva Liga.
- 2006-2007: 7° in Prva Liga.
- 2007-2008: 8° in Prva Liga.
- 2008-2009: 11° in Prva Liga. Retrocesso in Vtora Liga.
- 2009-2010: 3° in Vtora Liga. Promosso in Prva Liga.
- 2010-2011: 10° in Prva Liga. Salvo dopo i play-off retrocessione.
- 2011-2012: 7° in Prva Liga.
- 2012-2013: 7° in Prva Liga.
- 2013-2014: in Prva Liga.

## Palmarès

### Altri piazzamenti
- Coppa di Macedonia:

Finalista: 2003-2004
Semifinalista: 2010-2011